# Catedral de Canterbury
La catedral de Canterbury és una de les més velles i famoses estructures cristianes a l'est de Kent, Anglaterra. És la Catedral de l'arquebisbe anglicà de Canterbury, el primat de tot Anglaterra i el líder religiós de l'Església d'Anglaterra. Seu de la diòcesi de Canterbury i centre de la religió anglicana. Està inscrita a la llista del Patrimoni de la Humanitat de la UNESCO des del 1988.

## Història

### Sant Agustí
El primer arquebisbe de la catedral va ser sant Agustí de Canterbury qui abans havia estat l'abat de l'abadia benedictina de Sant Andreu a Roma, enviat a Anglaterra l'any 597 pel papa Gregori I.
Sant Beda el Venerable registra com la catedral va ser fundada per sant Agustí, el primer arquebisbe. Investigacions arqueològiques realitzades sota els seus fonaments el 1993 van revelar les restes d'aquesta primer etapa saxona de la catedral, que havia estat construïda en un costat d'un antiga via romana. Aquesta primitiva església havia estat dedicada a sant Salvador.
Agustí també va dirigir la fundació de l'abadia benedictina de Sant Agustí (abadia de sant Pere i Sant Pau) que havia de ser construïda fora dels murs de la ciutat. A partir de llavors va ser dedicada a sant Agustí i durant molts segles fou l'indret on es feien enterrar els arquebisbes. Les ruïnes d'aquesta abadia són inscrits al patrimoni de la Humanitat de la UNESCO junt amb la catedral i l'antiga església de Sant Martí, amb restes romàniques.

### Fi del període saxó i viking
- Segon edifici sobre el mateix eix afegit per l'arquebisbe Cuthbert (740-760) així com el baptisteri dedicat a sant Joan Baptista.
- Oda (941-958) va renovar l'edifici ampliant considerablement la nau.
- La comunitat de la catedral va esdevenir un monestir benedictí amb les reformes de l'arquebisbe sant Dunstan, que fou enterrat al costat sud del gran altar.
- Lyfing (1013-1020) i Aethelnoth (1020-1038) van afegir un absis a l'oest, que va servir com a oratori de santa Maria.

Període normand
- Lanfranc (1070-1077), el primer arquebisbe normand, va fer reconstruir l'església saxona que havia caigut en ruïnes.
- Sant Anselm va fer ampliar el cor cap a l'est per permetre acollir els frares del monestir que havia estat restablert. La cripta d'aquesta església continua sent avui la més gran d'aquesta mena a Anglaterra.

### Thomas Becket

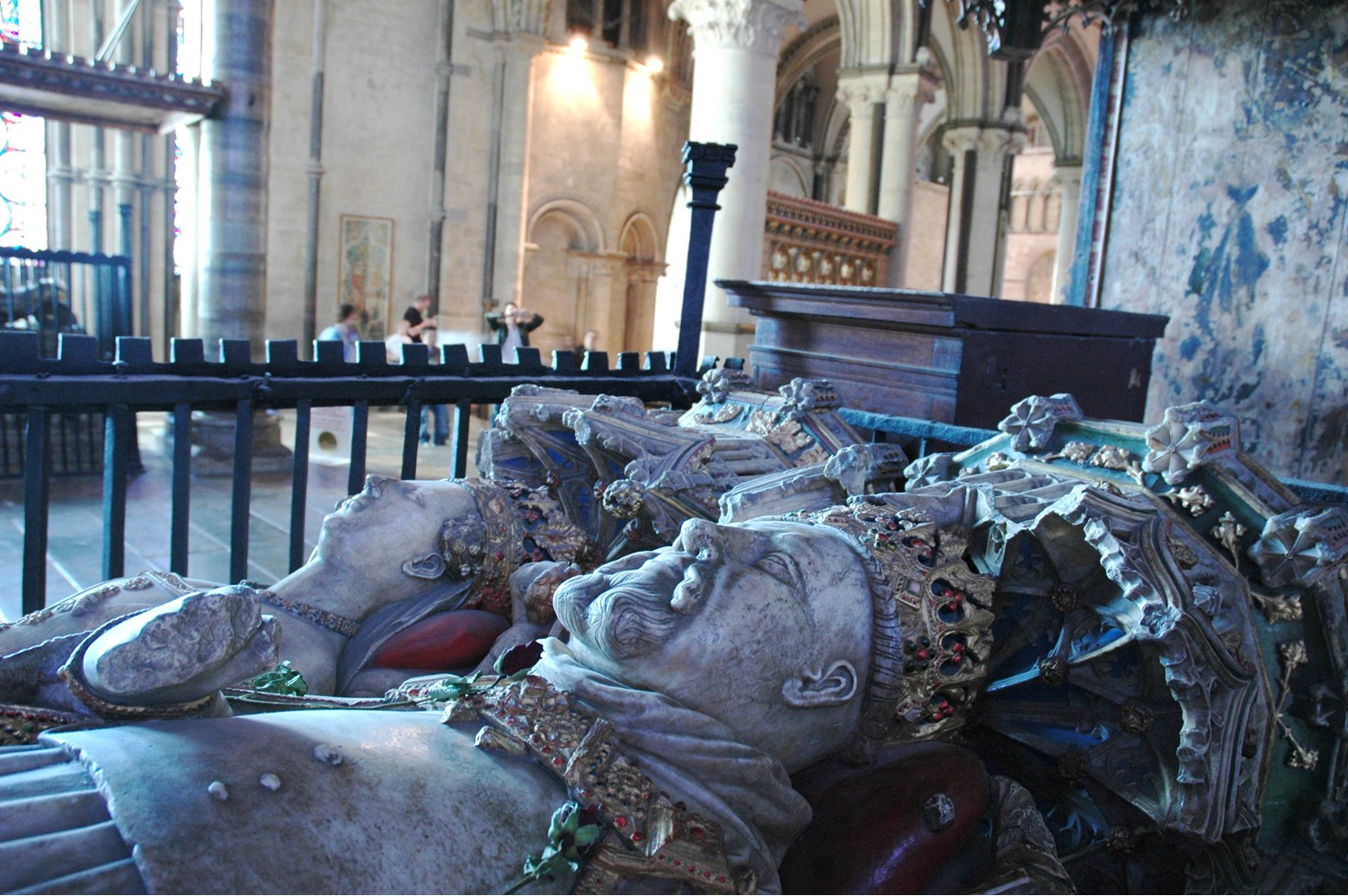
Tomba d'Enric IV al costat de la seva segona esposa Joana de Navarra

Una de les hores negres de la història de la catedral va ser la decapitació de Thomas Becket al creuer cap al nord-est el dimarts 29 de desembre de 1170 pels guàrdies que havien sentit les paraules del rei Enric II d'Anglaterra: «Qui em desfarà d'aquest empipador en sotana?», mentre era en conflicte amb Becket. Els guàrdies van prendre aquesta expressió al peu de la lletra i van assassinar Becket a la seva pròpia catedral. Becket va ser així el segon dels quatre arquebisbes de Canterbury assassinats. La tomba d'un altre arquebisbe assassinat, Alphege, ha estat col·locada sobre el costat nord del gran altar.

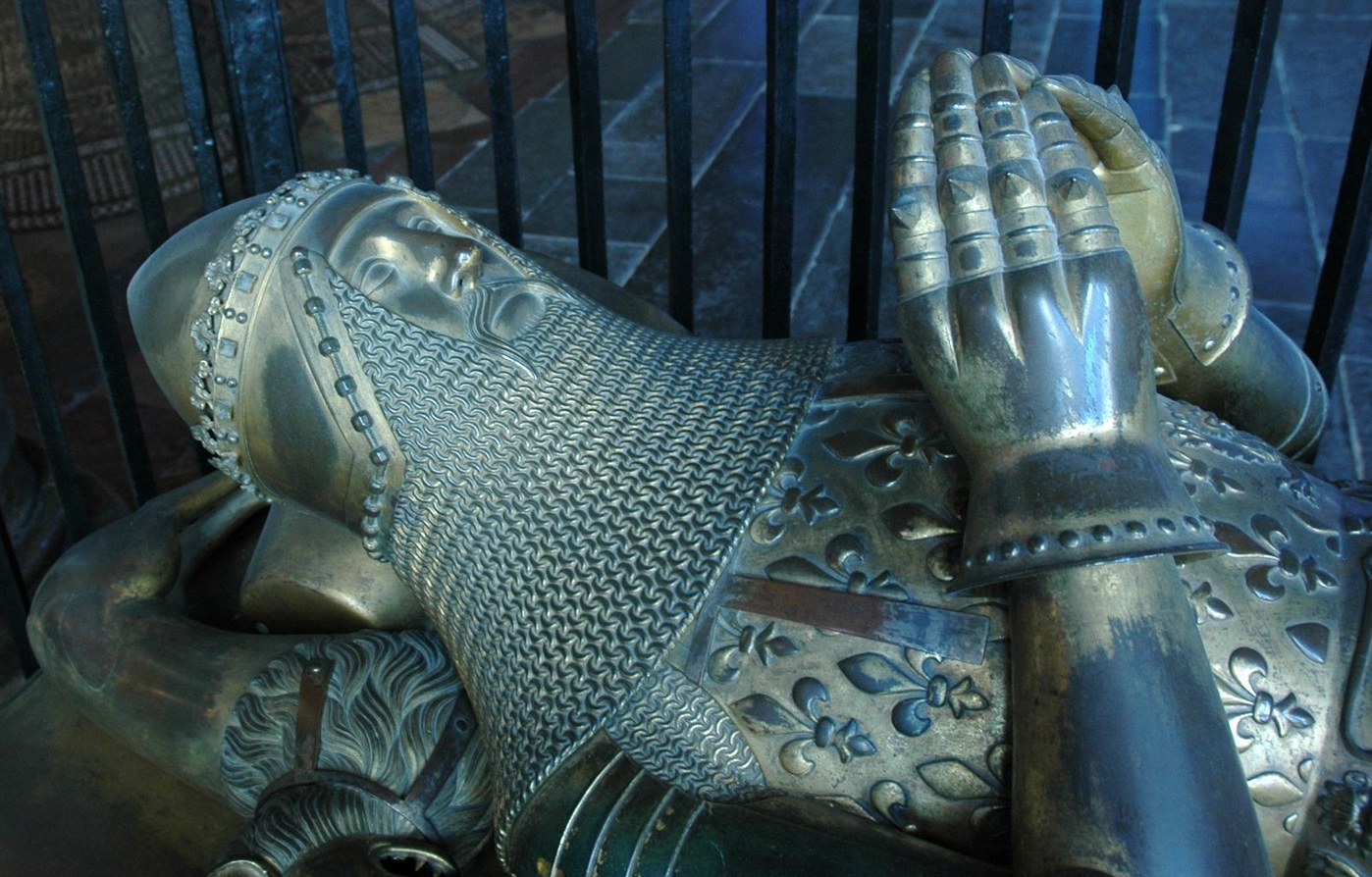
Tomba del Príncep Negre

Després de la destrucció per l'incendi del cor i la façana est de la catedral de Canterbury el 1174, un grup de mestres d'obres va ser convidat a proposar plans per a la reconstrucció, que va guanyar el mestre d'obres Guillem de Sens, que havia treballat a la catedral de Sens, i els treballs van començar aquell mateix any, però el 1178 es va ferir de gravetat en caure de les bastides i va tornar a França, on va morir, continuant els treballs Guillem l'Anglès que va fer afegir la capella de la Trinitat per contenir les relíquies de sant Thomas Becket. L'estructura resultant del cor de la catedral de Canterbury amb arcbotants, amb alts arcs i voltes en ogiva, subratllant les línies verticals dels pilars i de les fletxes que creen així uns interiors amb sensació d'alçada es considera la primera obra del gòtic anglès antic. Amb el temps, altres personatges van ser enterrats en la seva proximitat com Eduard Plantagenet (el Príncep Negre) i el rei Enric IV d'Anglaterra. La torre "Corona" va ser construïda sobre la façana est per contenir la relíquia del cap de sant Thomas que va ser decapitat.
Les donacions dels pelegrins (d'entre els quals Geoffrey Chaucer, autor dels Contes de Canterbury) que visitaven la tomba de Becket pels miracles que hi succeïen, van pagar àmpliament la reconstrucció onerosa de la catedral i dels edificis adjacents. El pelegrinatge va acabar quan Enric IV es va apoderar dels tresors de la catedral tot destruint el lloc sant on es conservaven les relíquies del prelat.

### Segles XIV al XVI
- El prior Thomas Chillenden (1390-1410) va fer reconstruir la nau en l'estil perpendicular de l'arquitectura gòtica.
- La torre normanda central de Lanfranc, l'Angel Steeple, va ser enderrocada en els anys 1430. La reconstrucció va tenir lloc cinquanta anys més tard, començant el 1490 i acabant el 1510 amb una alçada de 90 m. Aquesta nova torre és coneguda amb el nom de Bell Harry Tower, en honor del prior Enric d'Eastry que va organitzar aquesta reconstrucció. La campana toca sempre cent cops a les 9 h menys 5 minuts del vespre per indicar el toc de queda de la ciutat.

Va deixar de ser un monestir durant la dissolució dels monestirs quan tots els establiments religiosos van ser suprimits. Canterbury va ser l'últim a sotmetre's a aquesta decisió el març de 1539.

### Delseglexviifins avui
- La torre normanda nord-oest va ser enderrocada a la fi dels anys 1700 a causa de problemes en les estructures. Va ser reemplaçada durant els anys 1830 en l'estil gòtic perpendicular, el mateix que la torre sud-oest anomenada 'Arundel Tower'. Va ser l'últim canvi d'importància en l'estructura de la catedral.
- Les ruïnes del dormitori comú del monestir d'estil romànic van ser reemplaçades per una biblioteca i per l'arxiu d'estil neogòtic construït al segle xix. Aquest edifici va ser destruït per una bomba que apuntava directament a la catedral el moment de la Segona Guerra Mundial. Va ser reconstruïda de forma idèntica diversos anys més tard.

## Arquitectura

### La nau

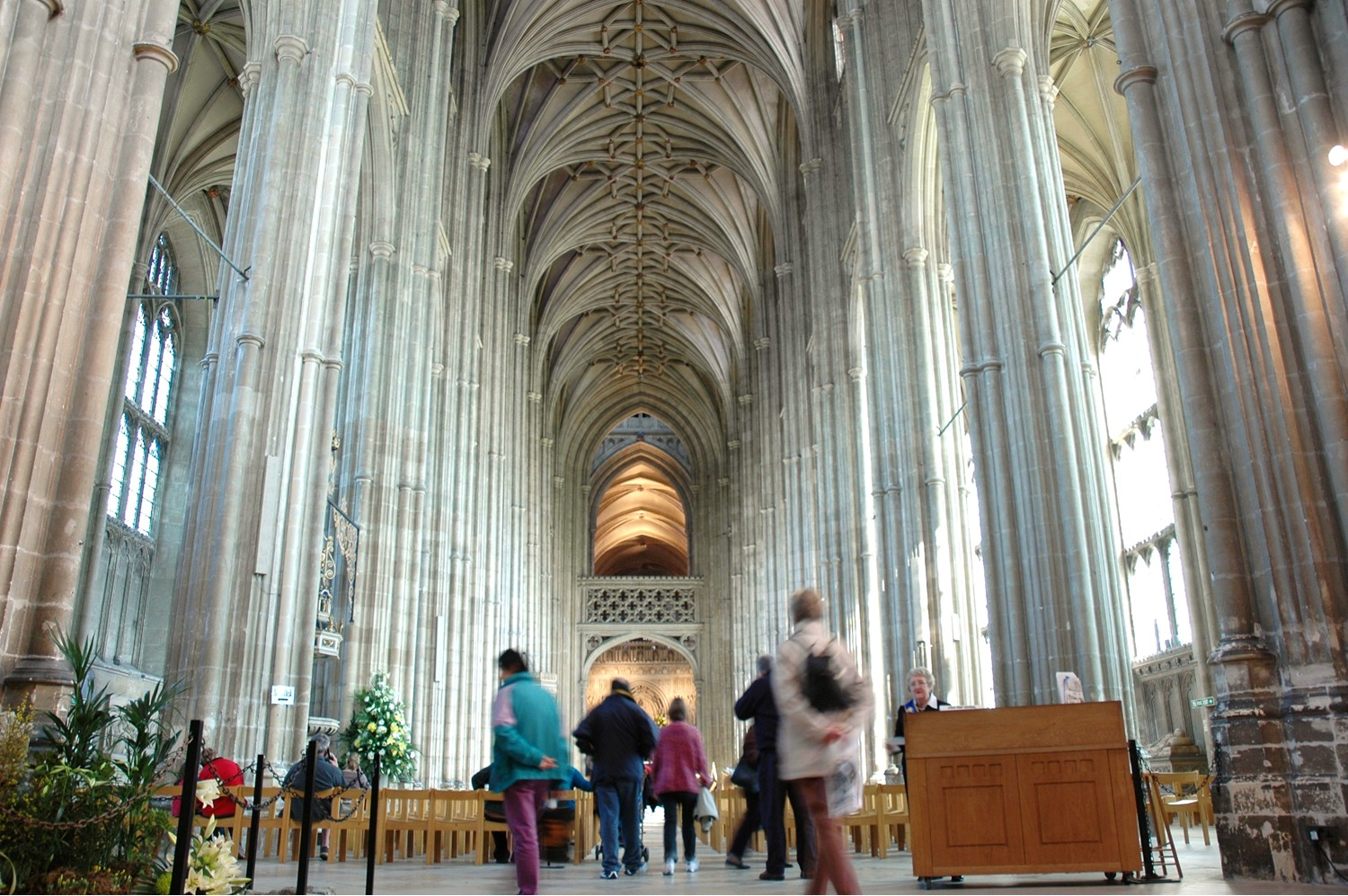
La nau central

La nau present de la catedral no és la que va conèixer Thomas Becket. Construïda entre 1377-1405 i dissenyada per Henry Yevele, l'àmplia perspectiva de la nau que s'obté des de les naus laterals del presbiteri revela l'evolució de tres segles d'estil gòtic. La sobrietat de l'estil perpendicular de la nau contrasta amb l'obra dels dos Guillem, caracteritzada per l'abundància de marbre polit de Purbeck: els colors foscs s'oposen a la pal·lidesa de les pedres calcàries. Al creuer esquerre de la nau hi va haver el martiri de Becket, commemorat per l'"Altar de la Punta de l'Espasa". Les vidrieres medievals són admirables, en especial les de la gran finestra oest de la nau (segle xii) i les de la Redempció (segle xiii), després de l'altar. Entre les tombes més notables figuren les del Príncep Negre i, al nord, la sumptuosa tomba d'alabastre d'Enric IV.

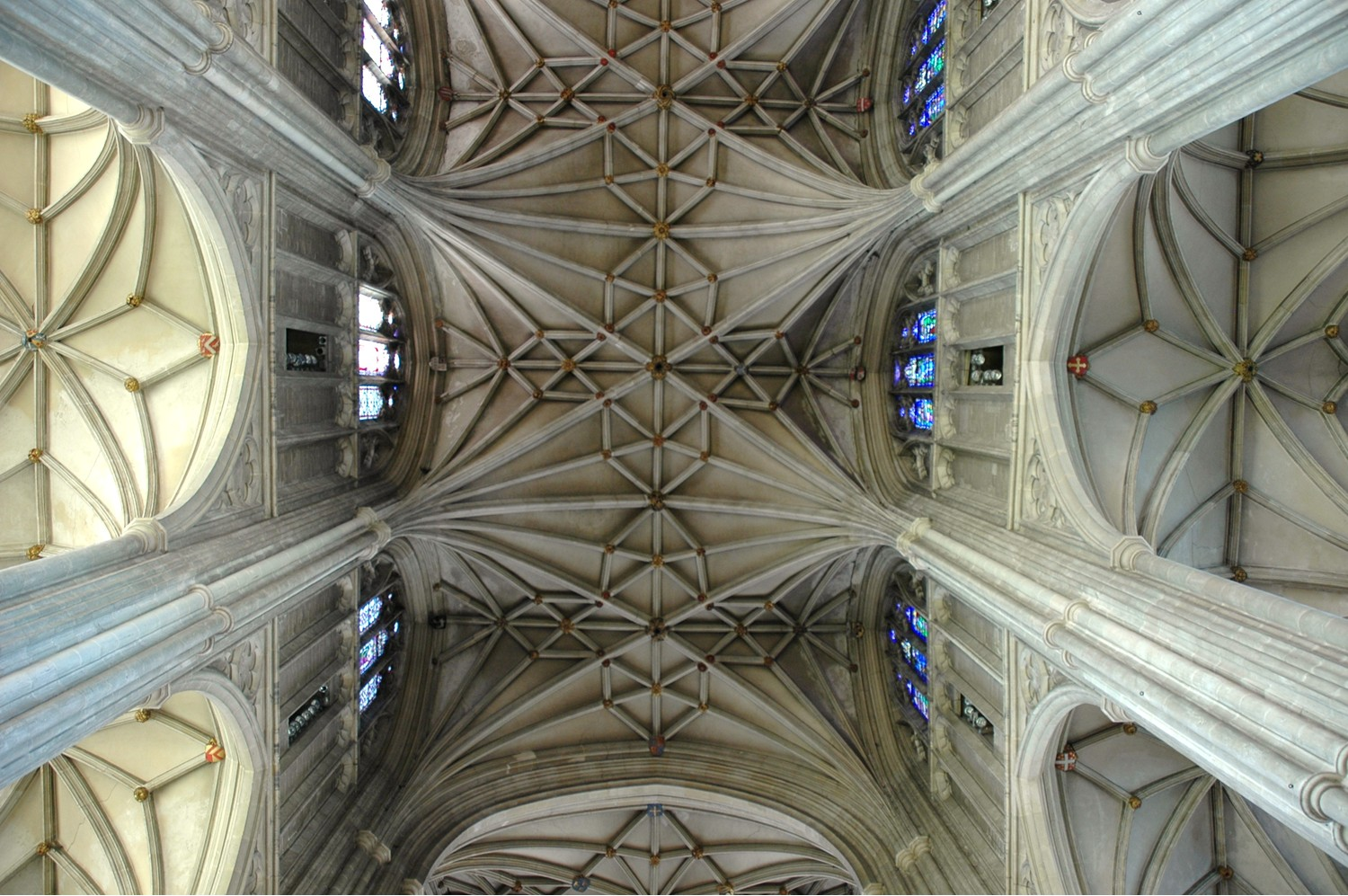
Sostre de la nau central

Des del presbiteri s'observa el leccionari de mitjan segle xv, l'altar major i el tron de marbre de San Agustí (segle xiii), tradicionalment utilitzat per entronitzar l'arquebisbe primat d'Anglaterra. El creuer dret acull la capella funerària del Príncep Negre, convertida posteriorment en església dels hugonots. Actualment, encara s'utilitza per als oficis celebrats en francès. Les galeries del gran claustre van ser reconstruïdes en estil perpendicular cap a 1400. La galeria est dona accés a la sala capitular, coronada per un alt sostre de roure sobre ogives.

### La cripta

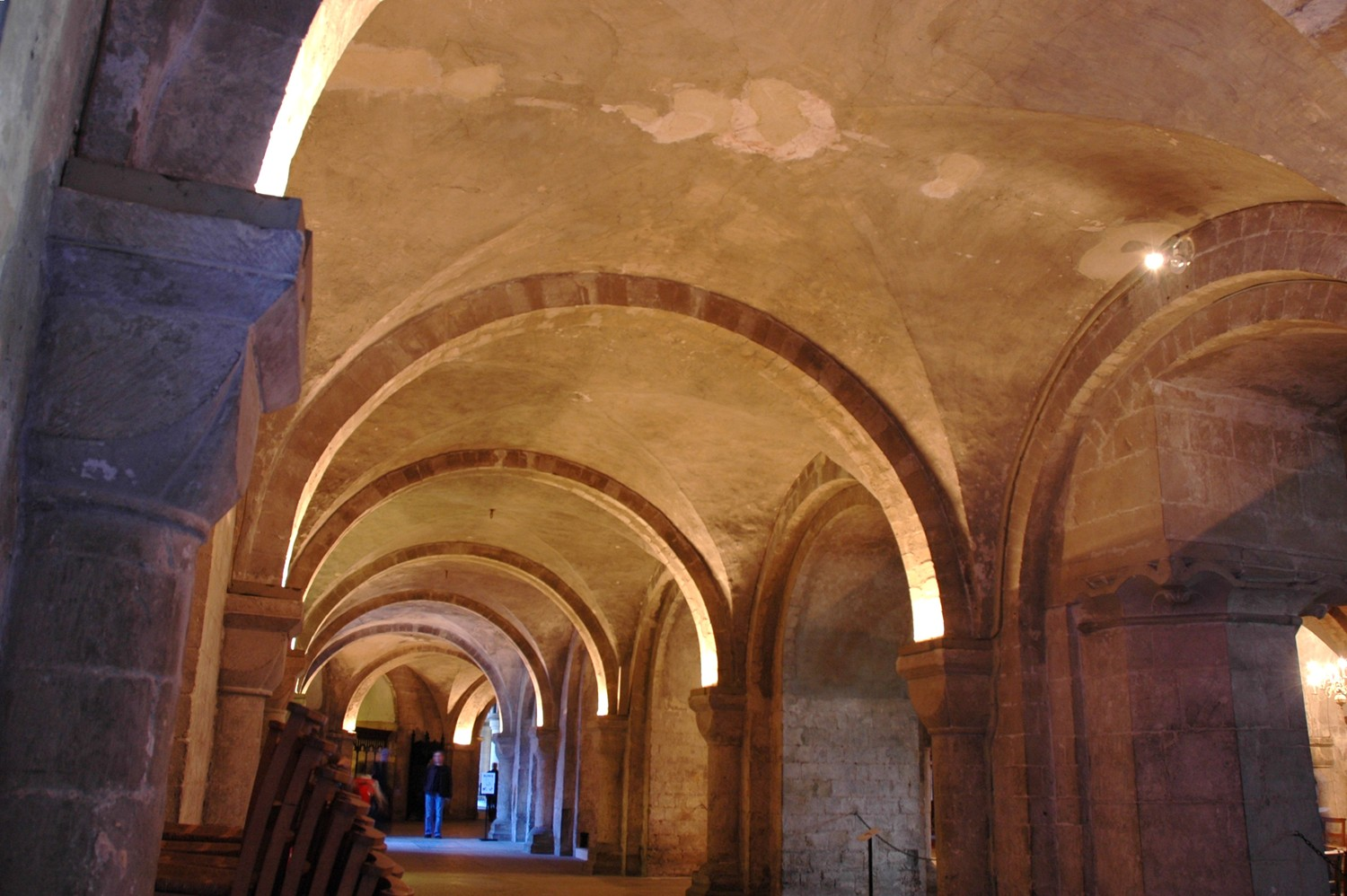
La cripta

La cripta es remunta al segle xi, fent-la la part existent més vella de la catedral. D'estil romànic, és la més gran del seu període a Anglaterra. Molts dels seus detalls sobreviuen intactes, incloent-hi traces de pintura a la capella de sant Gabriel i una varietat d'elaborats capitells i columnes decorades.
Un rètol a la cripta recorda la fundació de l'Església huguenota francesa el 1550 per valons, originaris la majoria de Tournai i portant noms encara familiars : Carbonel, Colignon, Delmé, Duquesne, Lefèvre, Morel, Philippot, etc. Aquests reformats emigraren a Anglaterra en resposta a la persecució dels protestants per part de l'església catòlica.
Conserva riques peces del tresor de la catedral com són les galeries llaurades de la capella Nostra Senyora de la Cripta.

### Plànol actual de la catedral

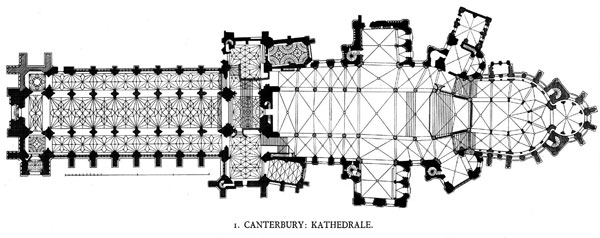
Plànol de Canterbury que mostra la complexitat de les voltes perpendiculars del prior Chillenden.

Una curiosa visió general de la catedral de Canterbury i dels seus edificis annexos, feta cap a 1165, és preservada al Gran Llibre dels Salms de la biblioteca del Trinity College (Cambridge). Aquest plànol ensenya el monestir benedictí al segle xii i ens permet comparar-lo amb el de Sant Gall que data del segle ix. Cal remarcar en ambdós els mateixos principis generals de construcció (que es troba a totes les abadies benedictines) i que ens permeten determinar amb precisió la disposició dels diferents edificis, tenint en compte que poques restes dels murs d'aquell període han sobreviscut. Tanmateix per raons locals, el claustre i els edificis monàstics es van construir al nord de l'església en comptes del sud com es feia generalment. Hi ha també una sala capitular separada, que havia estat prevista a Sant Gall.
Els edificis de Canterbury i de Sant Gall formen grups separats. L'església n'és el nucli. Adjacent, al nord, hi ha el claustre i un grup d'edificis destinats a la vida monacal. A l'exterior, a l'oest i a l'est s'hi troben les habitacions i les cambres destinades a l'hospitalitat que cada monestir oferia per rebre els visitants, ja siguin sacerdots, laics, pelegrins, viatgers o pobres.

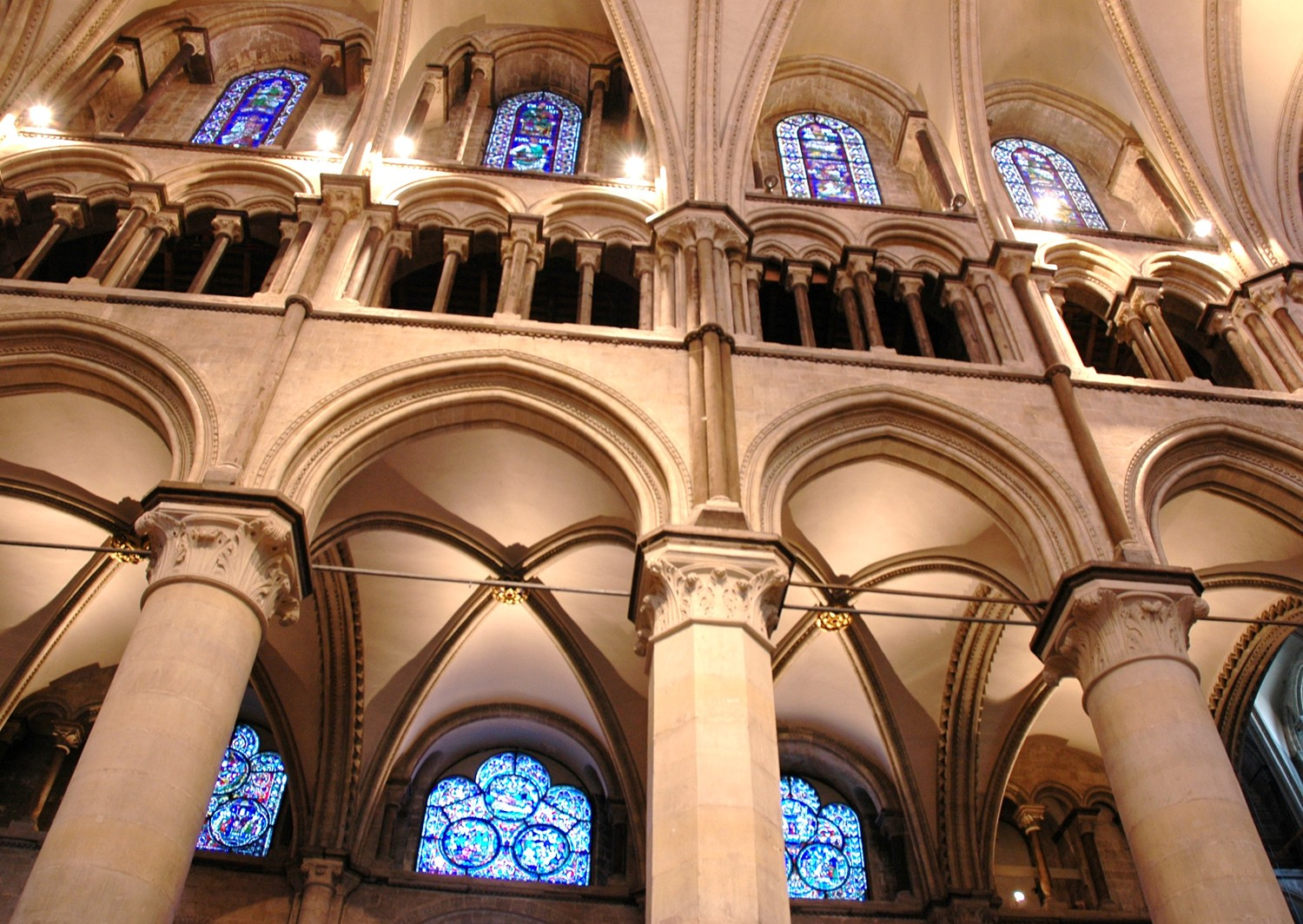
Lateral de la nau central

Al nord, un ample pati obert separa la part no sagrada on viuen servidors laics (els estables, els graners, el paller, la cerveseria, la bugaderia...) col·locada voluntàriament el més lluny possible dels edificis religiosos. Més enllà del recinte del convent, també lluny de l'església s'hi trobava la part destinada a la caritat. La capella per alleujar els pobres al costat d'un gran espai formava l'hospici dels pobres.
Els edificis més importants eren naturalment aquells dedicats a la vida monacal, incloent dos claustres dels quals el més gran envoltava els edificis que feien servir quotidianament els monjos. L'església es trobava al sud, el refectori el més lluny possible de l'església per a no rebre les olors i els sons de l'àpat. A l'est, el dormitori comú, amb la seva gran volta, i la sala capitular. A l'oest, els allotjaments del reboster, a qui incumbia administrar el proveïment quotidià d'aliments per als monjos així com la dels invitats. És per això que era allotjat a proximitat immediata del refectori i de la cuina així com prop de la sala dels invitats. Un passatge sota el dormitori comú portava cap a l'est en un claustre més petit de la infermeria que servia als menys malalts o incapacitats.
A l'est del claustre s'estenen la sala i la capella de la infermeria que s'assemblen en les seves formes i els seus arranjaments a una nau i un cor d'una altra església. Sota el dormitori comú, amb vista sobre el pati verd o herbarium, es troba el pisalis o calefactori, la sala comuna dels monjos. A l'angle nord-est, es va construir un accés del dormitori comú al necessarium o latrines, un edifici prodigiós en forma de sala normanda amb 45 m de longitud per 8 d'ample continent cinquanta-cinc places. Construït amb respecte per les regles d'higiene i de salut amb un corrent d'aigua passant sota de banda a banda.
Un segon dormitori comú més petit corria sobre un eix est-oest per als dignataris del convent. Prop del refectori, però no adjacent als claustres, hi ha les sales domèstiques que s'hi relacionen, i al nord, la cuina de 5 m² superada d'una teulada piramidal elevada i el pati de la cuina. La infermeria tenia la seva pròpia petita cuina. A la porta oposada del refectori dins el claustre hi ha dos banys afegits al costat del menjador dels monjos on es rentaven abans i després de menjar.

## Fundació
La fundació és l'establiment autoritzat a subministrar personal (del qual poc pertany al clergat) a la catedral. El que administra la catedral és el degà, en aquest moment el molt reverend pare Robert Willis, ajudat d'un capítol de 24 canonges, dels quals quatre són residents, els altres són designats honoraris pel clergat de la diòcesi. Els canonges formen el Gran Capítol que té la responsabilitat legal alhora de la catedral i de l'elecció de l'arquebisbe quan hi ha una vacant. La llei i el costum preveu que només puguin escollir la persona que ha estat designada pel monarca sobre proposició del Primer Ministre. La fundació inclou també els Scholars del rei i d'altres oficials. La catedral utilitza 250 persones a temps complet el que en fa una de les fonts d'ocupació més importants del districte.